# Hôtel de Laloge
Pour les articles homonymes, voir Laloge.
L'Hôtel de Laloge  est un hôtel particulier de la ville de Dijon situé dans son secteur sauvegardé.

## Histoire
Il est inscrit partiellement (façades, toitures et chambre) au titre des monuments historiques depuis 1979 alors que les deux escaliers extérieurs sont eux classés cette même année.

## Galerie

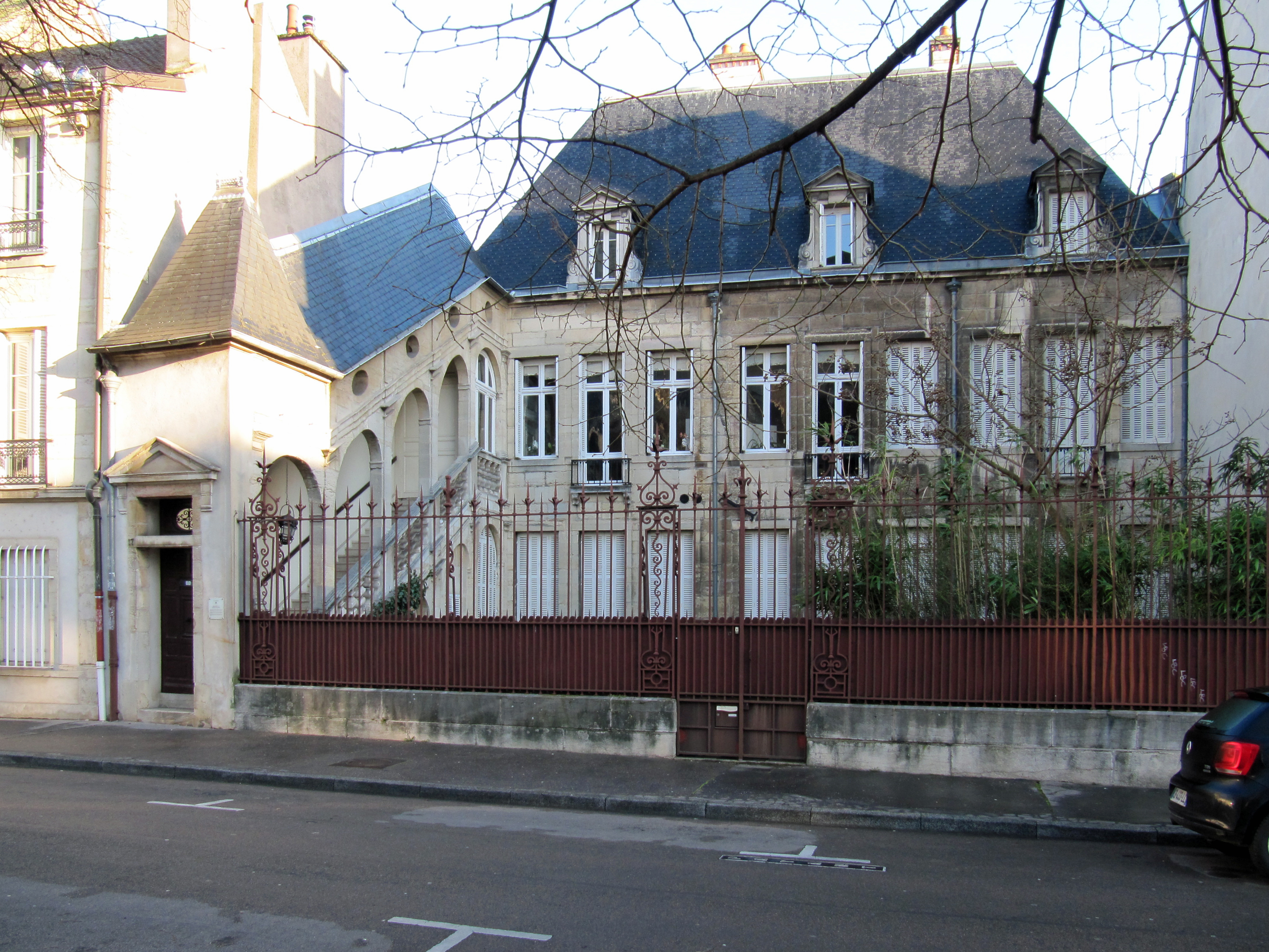
Côté Place Saint Michel
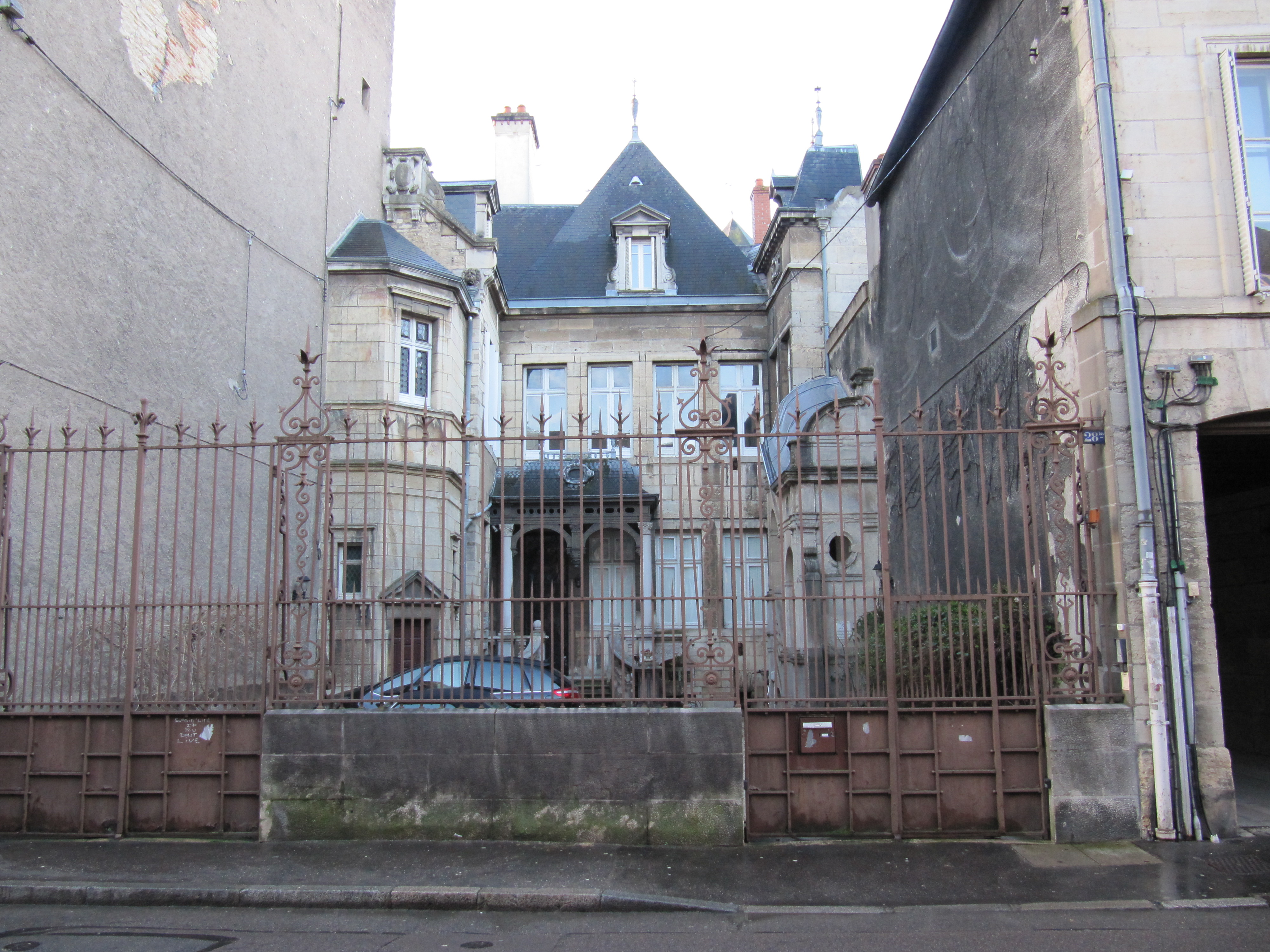
Côté rue Jeannin
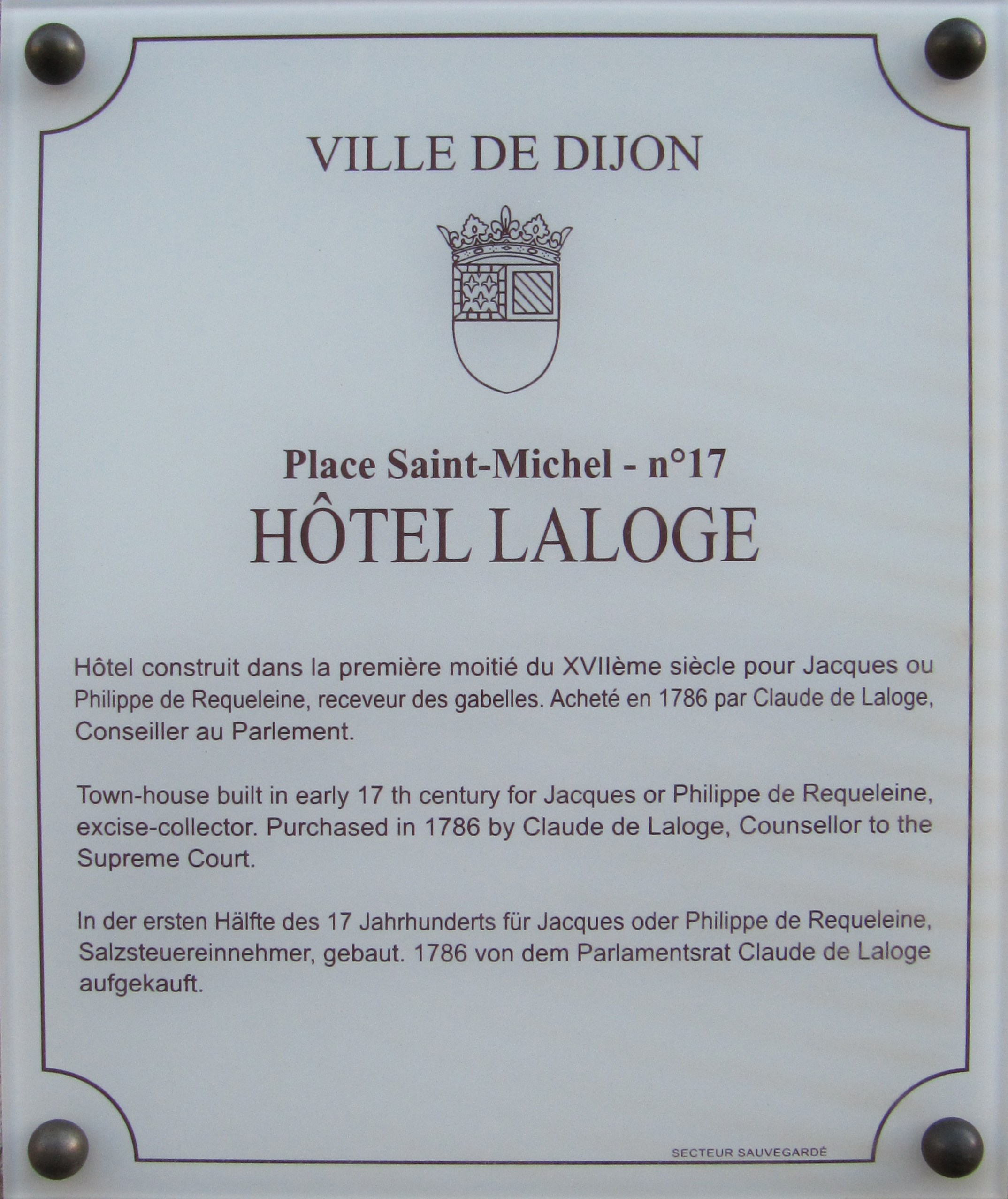
Plaque d'information trilingue